# Feketepatak (Ukrajna)
Feketepatak (ukránul Чорний Потік [Csornij Potyik]) település Ukrajnában, a Beregszászi járásban.

## Fekvése
Nagyszőlőstől 16 km-re észak-nyugatra található. Észak felől Salánkról, dél felől pedig Verbőcről közúton is megközelíthető. Nyugatról Puskinával — a 20. században a csehek által létrehozott telepesfaluval — határos, keletről pedig Szőlősegressel.
A falu kisnyomtávú vasútállomása helyben van a Nagyszőlős-Komlós vonalon.

## Története

### A kezdetektől a reformációig
A 13. században Ugocsa vármegye egész északnyugati részét Feketepatak földjeként említették. Maga a település, amely nevét a rajta egykoron keresztülfolyó sötét színű patakról kapta, eredetileg az ugocsai királyi uradalom része volt, a határa pedig — írja Szabó István Ugocsa megye című monográfiájában — magába foglalta a Borzsa és a Szalva közötti sík területet, valamint a Nagyszőlősi-hegység e területre ék alakban benyúló lejtőit.
A hajdani királyi uradalom falvai közül — amennyiben Bacsófalva csak a néphagyomány szerint létezett — Feketepatak az egyetlen település, amelynek eredete egészen a 13. század dereka — az uradalom felbomlásának kezdete — előtti időkbe nyúlik vissza. Első írásos említése 1260-ból való.
A királyi birtokra telepített lakosság kezdettől fogva színmagyar volt. Ezt a megállapítást támasztja alá az 1295. évi határjárásról szóló okmány, amelyből kiderül, a helyi földrajzi elnevezések kivétel nélkül magyar eredetűek.
A feketepataki idős emberek elbeszélése szerint valaha az ősi település nem a mai falu helyén, hanem az Aszós erdő mellett terült el, lakossága pedig főként szénégetéssel foglalkozott.
Az 1241-1242-es tatárjárás ezt a települést és határát is letarolta. Valamivel később, a 13. század közepe táján Feketepatak elsőként szakadt ki a királyi uradalomból és vált magánbirtokká. A Szabolcs, Szatmár és Bereg vármegyékben már jelentős földbirtokkal rendelkező Gutkeled nemzetségből származó Thyba comes fia Miklós V. Istvántól kapta királyi adományként ezt a birtokot, amit aztán a nemzetség Szamos-menti régebbi birtokairól és más vidékekről származó jobbágyokkal telepített be. Ezek építették újjá a tatárok által elpusztított falut, megalapították Salánkot, Komjátot, Felső- és Alsó Karaszlót.
Feketepatak birtoklásáért Thyba fia Miklósnak perbe kellett szállnia az előző birtokossal. Ez a per 1295-ben megegyezéssel végződött: Miklós 60 márka lefizetése ellenében megkapta a kizárólagos tulajdonjogot. Ezt követően Thyba utódai, a Gacsályi, Salánki Atyai, majd a Rozsályi Kun családok birtokolták Feketepatakot. Még később, a férfiág kihaltával az uradalom a leányági örökösök — a Barkócziak,
Károlyiak és mások — kezére került.
Az 1567-ből származó adófizetési jegyzék arról tanúskodik, hogy a falu mindeközben megőrizte színmagyar jellegét: a listában egyetlen nem magyar jobbágynév sem található.

### A reformációtól a 20. századig
A feketepataki magyarság az 1550-es években vette fel a református hitet. Régi temploma 1670-ben épült, amely az 1700-as évek végén leégett. Az új, 300 férőhelyes templom alapkövét 1807-ben fektették le, építése 1848-ban fejeződött be. Tornyát 1862-ben építtették hozzá. Akkori nagy harangját a gyülekezet saját költségén öntette 150 fontért 1781-ben. A mostani kis és nagy harangot Egri Ferenc haragöntő készítette Kisgejőcön. A következő felírás található rajta:
A templombelsőt 1863-ban javították, mai formáját 1878-ban kapta. A kazettás mennyezetét 2003-ban restaurálták. Külső-belső nagyjavítást végeztek rajta 1964-ben és 1996-ban. A templomnak egy 1920-ból származó harmóniuma és egy
újabb időkből származó „Verona” villanyorgonája van.
Az 1800-as évek második felében épült fel a falu református iskolájának épülete. A történelmi épületet a szovjethatalom elvette, Ukrajna függetlenné válása után kapta vissza a református egyház az épületet.
1788-tól a Feketepataki Református Egyházközségnek két parókiája is volt a templomkerítés mellett.
1900-tól az egyházközség lelkészei voltak
- Koroknay István
- Bodnár László
- Bácsy Gyula
- Orémusz János
- Szabó Elemér
- Horkay Barna

Jelenlegi lelkipásztora Homoki Gábor.
1961 és 1989 között a verbőci reformátusok is a feketepataki templomba jártak, mivel a kommunista diktatúra nem engedte meg mindkét templom működését.
Mint általában az ugocsai települések, Feketepatak népe is részt vett a Rákóczi-szabadságharcban. Egy 1703-ból való okmány szerint ebben az évben 20 helybeli lakos csatlakozott a felkeléshez. Mindegyikük vitézül küzdött a haza szabadságáért, saját maga és családja sorsának jobbára fordulásáért.
A korabeli okmányok megőrizték az 1703-as pataki kurucok nevét. Egyikükre, Pati Mihályra az 1705. évi országgyűlésbe delegált Újhelyi István és Újhelyi Ferenc részére kiállított vármegyei utasításban panasz tétetett.
Nem tudni, hogyan végződött az ugocsai nemesek és Pati Mihályék közötti viszálykodás, de maga a szembenállás ténye rávilágít a szabadságharc ügyét kedvezőtlenül befolyásoló, áldatlan és — sajnos — feloldatlan ellentétre a nemesség és a jobbágyok között.
A következő század nagy mozgalma, az 1848–49-es forradalom és szabadságharc szintén lángot gyújtott a feketepatakiak szívében. 1848 nyarának elején 56 helybéli lakos lépett a nemzetőrség soraiba. Harci kiképzéseiket — Csatáry György kutatási eredményei szerint — elsőként a nagyszőlősi Idrányi Dániel gazdatiszt vállalta el.
Az ugocsai nemzetőrök ugyanezen év őszén részt vettek az erdélyi harcokban, így a császárpárti román felkelők által védett Oláh Lápos ostromában, ami a nemzetőrök győzelmével ért véget. A nemzetőrcsapatok nagyobb része azonban a mai Kárpátalja területén állomásozott, mivel egyik fő kötelességük a galíciai határ védelme volt.
Fényes Elek 1851-es leírása statisztikai adatokba sűrítve tájékoztat Feketepatak a szabadságharc leverése utáni helyzetről: „Patak (Fekete-), magyar falu, Bereg-Ugocsa vármegyében… 419 református, hat görögkatolikus lakja, református anyatemplommal. Határa kemény, agyagos ugyan, de termékeny, közös erdeje igen nagy, s makkot bőven ad”.
A kiegyezést követően békés fejlődés volt, majd megtépázta a falut a két világháború és a kommunizmus.

### A 20. századtól napjainkig
A 20. század elején Feketepatak Ugocsa vármegye Tiszáninneni járásához tartozott.
1908-ban nagy tűzvész volt, ami után már cseréppel fedték házaikat, nem pedig szalmával.
1908. december 22-én megnyitották a forgalom előtt a Borzs-völgyi kisvasútat, mely Feketepatakot is érintette a Komlós-Nagyszőlős útvonalon. Ezzel megkönnyítették a lakosság közlekedését. Ez még ma is működik, rossz állapota miatt azonban a leállás fenyegeti.
1910-ben az összeíráskor 506 lakosából 503 magyar volt, melyből 18 görögkatolikus, 455 református, 25 izraelita volt.
Az 1920. június 4-én aláírt trianoni békediktátum értelmében Feketepatakot is elvették a Magyar Királyságtól és az újonnan alakult Csehszlovákia kapta meg. Ez idő alatt nem igazán törődtek a falu fejlesztésével, sokkal inkább azzal, hogy megbontsák a környéken az egységes magyarságot.
1938-ban az első bécsi döntés alapján visszakerült Magyarországhoz.
Miután Magyarország is belépett a második világháborúba Feketepatakról is részt vettek a háborúban, melyben 8 férfi vesztette életét.
1944-ben deportálták a zsidó lakosságot.
1945-ben a Szovjetunióhoz került. Ekkor elkezdődött a kommunista diktatúra és a kolhozosítás. Az emberektől erőszakkal mindent elvettek és betették a „közösbe”. Az emberek nehezen váltak meg tulajdonuktól.
1945-ben innen is elhurcolták a magyar férfi lakosságot a „három napos munkára”, ahol 22-en vesztették életüket. Az elhunytak nevét a KMKSZ által a református templom falán elhelyezett emléktábla őrzi.
A Szovjetunió ideje alatt azonban új, aszfaltozott utakat építettek, ekkor épült a ma is használatban lévő épületek többsége.
1946-tól a falu hivatalos neve ukránul Чорний Потік (Csornij Potyik) lett, és közigazgatásilag Verbőchöz tartozott.
1948-ban létrejött a Vlagyimir Lenin Kolhoz. Később a verbőcivel, majd salánkival is egyesült a kolhozhoz, majd pedig a salánki kivált. Ekkor a Népek Barátsága Kolhoz lett. Kolhozelnökök voltak Nagy Jenő, Lézu János, Szarka Gábor, 1954-től 1986-ig Simon József, majd pedig Balogh Árpád, Gyurkó János, Bocskai István és Balogh Róbert. Ekkor a lakosság 100 százalékának volt munkahelye. A kolhoz termelése végig a második legnagyobb volt a Nagyszőlősi járásban.
1988-ban Simon József helyi kolhozelnök kezdeményezésével megnyílt egy Verbőccel közös zeneiskola. Első igazgatója Bornemissza József volt. Ekkor zongorát, harmonikát, táncot és hegedűt lehetett tanulni. Jelenlegi igazgatója Jana Endre.
1989. április 4-én létrejött a verbőciekkel közös KMKSZ alapszervezet. Az alapító tagok száma 24 fő volt. Első elnöke Csatóné Jankó Anna volt. 1989 decemberében rokonszenvtüntetést szerveztek a romániai forradalom mellett, s annak győzelme után más alapszervezetekhez hasonlóan tartós élelmiszereket gyűjtöttek a Ceausescu-diktatúra által nyomorba taszított, éhező romániai lakosság
megsegítésére. Feketepatakon 1989 novemberében a református templom falán elhelyezték a sztálini lágerek áldozatainak márványtábláját,
elkészíttették a magyar és ukrán nyelvű utcanévtáblákat, s úttörők voltak a járásban azzal, hogy (ugyancsak a '90-es évek elején) felállították a kétnyelvű falunévtáblákat is.
1991-től Ukrajna Kárpátontúli megyéjéhez tartozik.
A feketepataki egyházközség, amelytől annak idején a berendezkedő szovjethatalom elkobozta a múlt század végén épült gyülekezeti házat és parókiát, 1990-ben az előbbit 7500 rubelért visszavásárolta. A helybeli kolhoz ehhez az összeghez 2000 rubellel járult hozzá. A parókiát már ingyen kapták vissza, ezt azonban megromlott állaga miatt lebontották, s a helyén 1994 októberében lerakták az új parókia alapjait. Az akkori válsághelyzetben a parókia építése lassan haladt, azonban végül befejeződtek a munkálatok és a lelkészcsalád 2004 novemberében beköltözött.
2001 novemberében Homoki Gábor református lelkész kezdeményezésével megnyílt a Református Fenyőfácska Óvoda, amelyből később állami intézmény lett. 2006-ban elkészült az iskola új épülete Feketepatak és Verbőc határán, elkezdődött a középiskolai oktatás. 2008-tól ukrán tannyelven is folyik az oktatás. Az intézménynek jól felszerelt szaktantermei vannak, illetve menzával is rendelkezik. 2007-ben a feketepataki és a verbőci görögkatolikus hívek közösen felépítették templomukat a két falu határán.
2020-ig közigazgatásilag Verbőc községi tanácsához tartozott.

## Népessége
A 2001-es ukrajnai népszámlálás szerint 1073 fő élt a faluban. Melyből 95,25% magyar, 3,45% ukrán, 0,56% orosz, 0,09% moldáv anyanyelvűnek vallotta magát (a maradék 0,65% egyéb).

## Gazdaság
A korábbi évtizedekben Feketepatak híressé vált a nagybani földieper-termesztésről, ma viszont a lakosság 90 százaléka fóliaházas zöldségtermesztéssel (főleg uborka- és paradicsomtermesztéssel) foglalkozik. Egész Ukrajna területéről, sőt még külföldről is (főleg Oroszországból és Grúziából) érkeznek felvásárlók és járják a falu utcáit, hogy felvásárolják a zöldségeket.
Többen a közeli gyárakban dolgoznak.
Magánvállalkozások is működnek a községben, a legjelentősebb vállalkozó Fóris József, aki pékséget, blokktéglagyártó üzemet, két üzletet és egy kisebb kioszkot tart fenn.

## Nevezetességek
- Feketepatak régi temploma 1670-ben épült, mai formáját 1848-ban kapta. Jellegzetes kazettás mennyezettel büszkélkedhet, melynek a széleit a trikolor fonja körbe. A templomkert két gesztenyefája kb. 140 éves, (amit a mai kor"2012" emberei a kivágásra szeretnének itélni) holott ez adja meg a jellegét a cinteremnek. 1989 novemberében a református templom falán emléktáblát helyeztek el a II. világháború és a sztálini terror áldozatainak tiszteletére.